# Џули Њумар
Џули Њумар (енгл. Julie Newmar; Лос Анђелес, 16. август 1933) америчка је глумица, плесачица и певачица, позната по разним позоришним, филмским и телевизијским улогама. Такође је књижевница, креаторка доњег веша и могул за некретнине.
Године 1992. наступила је у музичком споту Џорџа Мајкла за песму Too Funky, а 1995. имала је камео улогу у филму За Вонг Фу, хвала за све! Џули Њумар.

## Биографија
Рођена је 16. августа 1933. године у Лос Анђелесу под именом Џулија Шарлен Њумајер. Најстарије је од троје деце Дона и Хелене Њумајер. Отац јој је био шеф одељења за физичко васпитање на градском колеџу у Лос Анђелесу и професионално је играо амерички фудбал 1920-их са Лос Анђелес Буканирсима из Националне фудбалске лиге. Мајка јој је Швеђанка и Францускиња, а била је модна креаторка која је користила Шарлен као своје уметничко име, а касније је постала инвеститорка у некретнине.
Има два млађа брата — Питера Бруса Њумајера, који је погинуо у несрећи на скијању, и Џона А. Њумајера, књижевника, епидемиолога и винара. Почела је да плеше у раном детињству, а са 15 година наступала је као примабалерина са Опером у Лос Анђелесу.
Јавно подржава права ЛГБТ+ особа, с обзиром да је њен брат Џон геј. Године 2013. добила је награду за животно дело од организације за смештај старијих гејева и лезбијки у Лос Анђелесу.